# Dashnor Bajaziti
Dashnor Bajaziti (ur. 4 stycznia 1955 w Kavajë) – albański piłkarz i trener piłkarski, w latach 1980–1983 reprezentant Albanii, król strzelców Kategorii e Parë z lat 1981 i 1983. Po zakończeniu kariery piłkarskiej został przedsiębiorcą.

## Działalność polityczna
Należał do Republikańskiej Partii Albanii. W 2009 roku wziął udział w wyborach parlamentarnych, jednak nie uzyskał mandatu.
Pełnił funkcję wiceministra turystyki, kultury, młodzieży i sportu. W marcu 2013 opuścił partię, a 8 maja 2013 roku został odwołany z pełnionej przez siebie funkcji z powodu konfliktu z przewodniczącym partii, Fatmirem Mediu.

## Życie prywatne
Jego synem jest Darlien, również piłkarz. W 2007 roku Darlienowi urodziła się córka.